# Daniel Mathy
Daniel Mathy, né le 9 mars 1947 et mort le 26 décembre 2024, est un joueur puis entraîneur de football belge. Comme joueur, il occupe le poste de gardien de but.

## Biographie
Daniel Mathy commence sa carrière professionnelle au Standard de Liège lors du championnat 1967-1968. Gardien de but, il est barré à ce poste par le gardien Christian Piot né la même année que lui. Il reste cinq saisons à Sclessin durant lesquelles il remporte trois titres de champion de Belgique mais dispose de peu de temps de jeu. Avec le Standard, il joue un match en Coupes des Coupes, lors de la saison 1967-1968.
Après cinq saisons passées au Standard, il est transféré en 1972 au Sporting Charleroi où il succède à Antonio Tosini et joue au total 10 saisons entrecoupées par des passages à l'UR Namur et à La Louvière. Il défend les buts de Charleroi lors de la finale de la coupe de Belgique 1978 perdue 2-0 contre le Beveren du gardien Jean-Marie Pfaff. Il termine sa carrière à Charleroi en 1985 à l'âge de 38 ans. 
Il poursuit sa carrière en tant qu'entraîneur et entraîneur de gardiens.
Il est élu « Gardien du Siècle » lors du centenaire du club carolo en 2004.
Il meurt d'une crise cardiaque le 26 décembre 2024,.

## Palmarès
- Champion de Belgique en 1968-1969, 1969-1970, 1970-1971 avec le Standard de Liège
- Finaliste de la Coupe de Belgique en 1978 avec le Sporting Charleroi